# Liste der Bischöfe von Coutances
Die folgenden Personen waren Bischöfe des Bistums Coutances (bis 1854) bzw. Coutances-et-Avranches (ab 1854):

## Traditionelle Liste (5.–10. Jahrhundert)
- Sankt Ereptiole (Ereptiolus), um 430–473
- Sankt Exupere (Exupérus oder Exuperatus), um 473–500, vielleicht identisch mit dem gleichnamigen Bischof von Bayeux
- Sankt Leontien (Leontianus), um 500–512, belegt 511 (Konzil von Orléans)
- Sankt Possesseur (Possessor), um 512–523
- Sankt Lô (Lauto oder Laudus), um 525–565, nahm an den Konzilien von Orléans 533, 538 und 549 teil. Gedenktag: 22. September.
- Sankt Romphaire (Rumpharius oder Romacharius), um 566–600, von Venantius Fortunatus 586 erwähnt
- Sankt Ursin (Ursinus) (?), vielleicht Bischof von Konstanz. Ein Dorf im Département Manche ist nach ihm benannt: Saint-Ursin in Saint-Jean-des-Champs
- Sankt Ulphobert (Ulfobertus), um 600–610
- Sankt Lupicin (Lupicinus), um 610–640
- Nepus (?) : ein Namensvetter war Bischof von Avranches (um 511–533)
- Sankt Cairibon, um 640–650, erwähnt 650 (Konzil von Chalon-sur-Saône)
- Sankt Waldomar oder Baldomer (Waldomarus), um 650–660
- Sankt Hulderic (Ulfobertus), um 660–674
- Sankt Fromond, 677–690, 679 Gründer des Klosters Le Ham
- Sankt Wilbert oder Aldebert (?)
- Sankt Agathee (Agathius)
- Livin (?)
- Wilfride (?)
- Josue (?)
- Leon (?)
- Angulon (?)
- Hubert (?)
- Willard, um 820–840, erwähnt 829 und 835
- Erloin oder Herluin, um 840–862, bezeugt 843 bis 862
- Sigenand oder Séginand, um 862–880, bezeugt 866 bis 876
- Liste (Listus oder Lista), um 880–886
- Ragenard, um 886–? 890, Märtyrer in Saint-Lô in 890
- Herlebaud (Erleboldus), erwähnt 906
- Agebert (?)

### Exil in Rouen (um 911–1025)
- Thierry (Theodoricus), um 911, zieht wegen der Normannen nach Rouen um
- Herbert (?)
- Sankt Algeronde, Märtyrer (vielleicht mit dem Bischof Ragenard verwechselt)
- Gillebert (?)
- Hugues, um 989–1025

## Mittelalter und Neuzeit
- Herbert, um 1025–1026, verlässt Rouen, lässt sich in Saint-Lô nieder
- Robert, um 1026–1048, früherer Bischof von Lisieux
- Geoffroy de Montbray, 1049–1093, zieht von Saint-Lô nach Coutances um
- Raoul, 1093–1110
- Roger, um 1114–1123
- Richard de Brix, 1124–1131
- Algare (Algarus, Algardus oder Algarius), 1132–1151
- Richard de Bohon, 1151–1179
- Richard de Bohon, 1184–1202
- Vivien de L’Étang (de L’Estang), 1202–1208
- Hugues de Morville, 1208–1238, stellt die Kathedrale Notre-Dame de Coutances wieder her
- Gilon, 1246
- Gilles de Caen, 1246–1248
- Jean d’Essay, 1251–1274
- Eustache Le Cordelier, 1282–1291
- Robert de Harcourt, 1291–1315, Gründer des Collège d’Harcourt in Paris
- Guillaume de Thieuville, 1315–1345
- Louis Herpin d’Erquery, 1346–1370
- Sylvestre de La Cervelle, 1371–1386
- Nicolas de Tholon (alias de Toulon), 1386
- Guillaume de Crèvecœur, 1386–1408, nicht resident, da er Kaplan des Herzogs Philipp der Kühne von Burgund war
- Gilles Deschamps, 1408–1413, Kardinal 1411
- Jean de Marle, 1413–1418 (Marle (Familie))
- Pandolfo Malatesta (Italiener), 1418–1424, Teilnehmer am Konzil von Konstanz, wurde 1424 lateinischer Erzbischof von Patras in Griechenland
- Philibert de Montjeu, 1424–1439, Teilnehmer am Konzil von Basel
- Gilles de Duremort, 1439–1444, Richter im Prozess gegen Jeanne d’Arc
- Giovanni di Castiglione (Italiener), 1444–1453, nicht resident, übernimmt das Bistum Pavia, Kardinal 1456
- Richard Olivier de Longueil, 1453–1470, Kardinal 1462
- N. Maffei (Italiener), 1470, Abt von Saint-Antoine in Vienne, ernannt und abgesetzt von seinem Nachfolger:
- Benoît de Montferrand, 1470–1476, Abt von Saint-Antoine in Vienne, tauscht das Bistum Lausanne mit seinem Nachfolger:
- Giuliano della Rovere, 1476–1477, nicht resident, Kardinal, wird 1503 Papst Julius II.
- Galeazzo della Rovère, 1477–1478, nicht resident, übernimmt das Bistum Agen
- Geoffroy Herbert, 1478–1510, erster Präsident des Parlaments der Normandie
- Adrien Gouffier de Boissy, 1510–1519,
- Bernardo Dovizi da Bibbiena (Italiener), Kardinal, Legat, Administrator 1519 bis zu seinem Tod 1520, von Raffael gemalt
- René de Bresche de La Trémoille, 1519–1529, Abt von Flavigny
- Philippe de Cossé-Brissac, 1530–1548, nicht resident
- Payen Le Sueur d’Esquetot, 1549–1551, gestorben in Paris
- Étienne Martel de Bacqueville, 1552–1560
- Arthur de Cossé-Brissac, 1560–1587
- Lancelot de Matignon, 1587–1588, zehn Tage nach seiner Ernennung gestorben (Haus Goyon)
  - John Lesley, 1592–1596
- Nicolas de Briroy, 1589–1620, erst 1597 geweiht
- Guillaume Le Blanc, 1621, vor seiner Weihe gestorben
- Jacques de Carbonnel, 1621, nicht geweiht, verzichtet
- Nicolas Bourgoin, 1622–1625
- Léonor I. Goyon de Matignon, 1627–1646, übernimmt das Bistum Lisieux (Haus Goyon)
- Claude Auvry, 1646–1658, Kämmerer der Sainte-Chapelle, Hauptfigur in Boileaus Lutrin
- Eustache Le Clerc de Lesseville, 1658–1665
- Charles-François de Loménie de Brienne, 1666–1720
- Léonor II. Goyon de Matignon, 1721–1757, Großneffe von Léonor I. (Haus Goyon)
- Jacques Le Febvre du Quesnoy, 1757–1764
- Ange-François de Talaru de Chalmazel, 1764–1798, abgesetzt 1791, ausgewiesen 1792, † 1798 in London

## Revolutionszeit
- François Bécherel, 1791–1802, konstitutioneller Bischof von Manche, 1802 zum Bischof von Valence ernannt

## Konkordatszeit
Der Titel eines Bischofs von Coutances wird 1802 wieder aufgenommen. 1854 wird der Titel eines Bischofs von Avranches wieder hergestellt und durch apostolisches Dekret vom 12. Juni 1854 auf den Bischof von Coutances übertragen.
- Claude-Louis Rousseau, 1802–1807, wird Bischof von Orléans
- Pierre Dupont-Poursat, 1808–1835, im Amt gestorben
- Louis Robiou de La Tréhonnais, 1836–1852, zurückgetreten 1852
- Jacques-Louis Daniel, 1853–1862, wird am 12. Juni 1854 Bischof von Coutances-et-Avranches.
- Jean-Pierre Bravard, 1862–1875, zurückgetreten
- Abel-Anastase Germain, 1876–1897, im Amt gestorben
- Joseph Guérard, 1899–1924, im Amt gestorben
- Théophile-Marie Louvard, 1924–1950, vormaliger Bischof von Langres, im Amt gestorben
- Louis-Jean Guyot, 1950–1966, Koadjutor 1949 (Titularbischof von Helenopolis), übernimmt das Erzbistum Toulouse, 1973 Kardinal
- Joseph Gustave François Wicquart, 1966–1988, zurückgetreten (erster ehrenamtlicher Bischof von Coutances-et-Avranches)
- Jacques Louis Marie Joseph Fihey, 1989–2006, zuvor Militärbischof
- Stanislas Lalanne, 2007–2013
- Laurent Le Boulc’h, 2013–2023, dann Erzbischof von Lille
- Grégoire Cador, seit 2023